# 聖王 (百済)
聖王（せいおう、? - 554年7月）は、百済の第26代の王（在位：523年 - 554年）。先代の武寧王の子。『三国史記』百済本紀・聖王紀によれば諱は明禯（めいのう）。先王が523年5月に死去したことにより、王位についた。『日本書紀』には聖明王または明王とあり、武寧王の死去の翌年524年正月に即位したとある。『梁書』には明の名で現れる。

## 治世
梁からは524年に<持節・都督・百済諸軍事・綏東将軍・百済王>に冊封され、新羅と修好するなど、中国南朝と結び、また新羅・倭との連携を図って高句麗に対抗しようとする百済の伝統的な外交態勢を再び固めた。しかし529年には高句麗の安臧王の親征に勝てず、2000人の死者を出した。538年に首都を熊津（忠清南道公州市）から泗沘（忠清南道扶余郡）に移し、「南扶余」と国号を改めた。新羅との連携についても、南方の伽耶諸国の領有を争って不安定なものとなり、新羅への対抗のために殊更に倭（ヤマト王権）との連携を図った。
541年には任那復興を名目とする新羅討伐を企図し、ヤマト王権の介入を要請した（いわゆる任那復興会議）。百済のヤマト王権に対する要請は、百済主導の伽耶諸国の連合体制を承認することと、新羅に対抗するための援軍の派遣とであったが、欽明天皇から武具や援軍が送られたのは547年以降のこととなった。この頃には百済は再び新羅と連合（羅済同盟）して高句麗に当たるようになっており、551年に漢山城（京畿道広州市）付近を奪回したが、553年に同地域は新羅に奪われてしまった。同年10月に王女を新羅に通婚させているが、554年に新羅と管山城（忠清北道沃川郡）で戦っている最中に、孤立した王子昌（後の威徳王）を救援しようとして狗川（忠清北道沃川郡）で伏兵に襲われ戦死した。在位32年。諡されて聖王といった。
梁に朝貢して毛詩博士、涅槃経の教義、工匠・絵師などを下賜されるなど、中国文物の受容に努め、国内では仏教を保護して大通寺を建立した。また、梁との交易によって手に入れた扶南国（カンボジア）の文物を倭国に対して送ったことも伝えられている。

## 外交政策
538年、百済は泗沘に遷都し、中央集権国家の完成と中国南朝文化を直写した新都の造営を目指して梁へ朝貢する。聖王代は、524年、534年、541年、549年に梁へ朝貢したが、541年の朝貢を『梁書』は、「累りに使を遣して万物を献じ、並に涅槃などの経義、毛詩博士、並に工匠、画師などを請ふ。勅して並に之を給ふ」と記録している。百済の梁への朝貢は、仏教、儒教をはじめとする南朝文化の総合的摂取を目指していた。さらに百済は、梁に「講礼博士」、すなわち『礼記』の学者の派遣と「五経博士」の派遣をも要請していた。梁の武帝の仏教思想の中心は、般若経と涅槃経であるが、最も深く傾倒したのは涅槃仏性であり、それは、中国江南で盛んだった涅槃学派の影響をうけており、529年の武帝の捨身では、同泰寺で涅槃経を講じた。したがって、百済が「涅槃等の経義」の下賜を梁に申請したことは、南朝仏教の動向を的確に把握した武帝の思想をみきわめた措置である。それは、百済の首都に寺院を建立し、梁の年号「大通」をとって大通寺と名づけたことと共通する、聖王の事大主義を感じ取ることができる。

## 倭国への仏教公伝
倭国に仏教を伝えたのもこの聖王の時代のことと考えられている。その記事は、使者を送り、金銅の仏像一体、幡、経典などを伝えたとし、戊午年（『日本書紀』によれば欽明天皇年に干支年が存在しないため538年宣化天皇3年とされる。）とする『上宮聖徳法王帝説』の「志癸島天皇御世 戊午年十月十二日 百齋國主明王 始奉度佛像経教并僧等 勅授蘇我稲目宿禰大臣令興隆也」及び『元興寺伽藍縁起并流記資財帳』の「大倭國佛法 創自斯歸嶋宮治天下天國案春岐廣庭天皇御世 蘇我大臣稻目宿禰仕奉時 治天下七年歳次戊午十二月度來 百濟國聖明王時 太子像并灌佛之器一具 及説佛起書卷一筐度」、『日本書紀』第十九巻・欽明天皇十三年（552年、壬申年とされる）十月記事「冬十月。百濟聖明王〈更名聖王。〉遣西部姫氏達率怒斯致契等。獻釋迦佛金銅像一躯。幡盖若干・經論若干卷。別表讃流通禮拜功徳云。」と以下のような上表文を送ってきたと記述される。
以上の上表文は、後世の文の可能性が高いとされる（703年（長安2年）に唐の義浄によって漢訳された『金光明最勝王経』の文言がみられ、井上薫によれば、718年（養老2年）に帰国した遣唐使僧道慈により記述された）。

## 登場作品

### テレビドラマ
- 薯童謠（2005-2006年、MBC）演：アン・ソックァン
- 帝王の娘 スベクヒャン（2013-2014年、MBC）演：チョ・ヒョンジェ